# Phthiracarus insignis
Phthiracarus insignis är en kvalsterart som först beskrevs av Balogh och Csiszár 1963.  Phthiracarus insignis ingår i släktet Phthiracarus och familjen Phthiracaridae. Inga underarter finns listade i Catalogue of Life.